# Дей, Манна
Прабодх Чандра Дей (бенг. প্রবোধ চন্দ্র দে; 1 мая 1919, Калькутта, Британская Индия − 24 октября 2013, Бангалор, Индия), более известный по сценическому имени как Шри Манна Дей (бенг. মান্না দে, [manna d̪æ]) — индийский кинокомпозитор и певец бенгальского происхождения, один из «золотых голосов» закадрового исполнения индийского кино (наряду с Мохаммедом Рафи, Мукешем и Кишор Кумаром), записавший за свою карьеру более 3000 (по другим оценкам — более 4000) вокальных партий и удостоенный ряда гражданских и кинематографических наград, включая высшую кинематографическую награду Индии — премию имени Дадасахеба Фальке.

## Биография

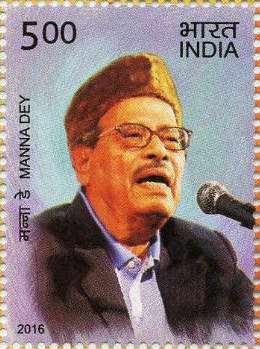
М. Дей на почтовой марке Индии. 2016

### Детство и юность
Прабодх Чандра Дей родился 1 мая в Калькутте в семье Пурначандры и Махамайи Дей. Младшим братом его отца был известный слепой музыкант, композитор и учитель музыкального искусства Кришначандра Дей, который сильно повлиял на воспитание мальчика и во многом определил выбор им в будущем карьеры.
Его образование началось в начальной школе Indu Babur Pathshala, продолжившись в Scottish Church Collegiate School, Scottish Church College и Vidyasagar College. Подростком Прабодх Чандра увлекался спортом, в частности, борьбой и боксом; его наставником в них был обладавший мировой известностью индийский борец Гобар Гуха. В то же время, он увлекался исполнительством, принимая участие в школьных постановках с 1929 года, а впоследствии начав учиться музыке у своего дяди и устада Дабир Хана. Не обладая ещё большим опытом, он в течение трёх лет подряд выигрывал вокальные состязания между колледжами в различных категориях.

### Начало карьеры (1942−1953)
В 1942 году молодой Дей переехал вместе с Кришначандрой Деем в Бомбей, где начал свою карьеру в качестве композитора-подмастерья, сначала помогая дяде, позднее Сачин Деву Барману (также учившемуся в прошлом у Кришначандры Дея) и другим композиторам и, в конечном итоге, начав работать независимо, преимущественно для фильмов на хинди, продолжая при этом повышать свою квалификацию в классической музыке северной Индии под наставничеством устадов Аман Али Хана и Абдул Рахман Хана.
Более известная сторона карьеры Дея как закадрового певца также началась в 1942 году, с фильма «Таманна» (хинди तमन्ना), где Манна Дей исполнил вместе с Сураией написанный К. Деем дуэт «Jago Aayee Usha Ponchi Boley Jago», мгновенно ставший хитом. Подобной же популярности достиг ряд исполненных им в 1944—1947 годах песен других композиторов (Анила Бисваса, Джавара Хуршида, Пандита Индры и др.), как сольных, так и дуэтов (исполненных в партнерстве с Амирой Бахи, Миной Капур или Раджкумари).
В первое десятиление после достижения Индией независимости (1947—1957) Манна Дей активно работает с различными композиторами, включая Анила Бисваса, Шанкара Рао Ваяса, С. К. Пала, Сачин Дева Бармана, Кхемчанда Пракаша и Мохаммада Сафи, записывая свои первые дуэты с такими исполнительницами, как уже известная Шамшад Бегум («Phoolon Ka Swapna» в фильме «Girls School», 1949) и только развивавшие к этому времени свою карьеру Лата Мангешкар («Lapat Ke Pot Pahaney Bikral» в фильме «Narsingh Avtar», 1949), Гита Рой («Dhonyo Dhonyo He Ayodh Puri» в «Ram Vivah», 1949), Тун Тун («Hay Ye Hain» в «Jangal Ka Jaanwar», 1951) и Аша Бхосле («O Raat Gayee Fir Din Aya» в фильме «Bootpolish», 1953). К его работам вместе с Бисвасом относятся партии в таких фильмах, как «Gajre» (1948), «Hum Bhi Insaan Hai» (1948), «Do Sitaare» (1951), «Hamdard» (1953), «Mahatma Kabir» (1954), «Jasoos» (1957) и «Pardesi» (1957). В 1952 исполнил песни для одноимённых и поставленных по одному и тому же сценарию фильмах на бенгали и маратхи «Amar Bhupali», завоевав себе к 1953 году репутацию ведущего закадрового вокалиста бенгальского и маратхского кино. Примерно тогда же завязалось его долговременное сотрудничество с Сачин Дев Барманом, начавшееся с исполнения партий «Upar Gagan Vishal» и «Duniya Ke Logo» на слова Кави Прадипа в фильме «Mashal», 1953).
Считающийся в наши дни наиболее «классическим» из «золотых голосов» индийского кино, Манна Дей завоевал себе имя на рубеже 1940—1950-х годов, не ограничивая себя исполнением партиями классического стиля для кино, но также устраивая концерты с живым исполнением и экспериментируя с объединением классики с поп-, а также западной музыкой, что привело к повышению спроса на его вокал в фильмах после 1955 года.

## Работа с кинематографом на хинди
Сотрудничество Манна Дея с кинематографом на хинди началось с 1951 года, когда он выступил партнёрстве с Кхемчандом Пракашем в качестве композитора для фильмов «Shri Ganesh Janma» и «Вишвамитра».

## Частичная фильмография

### В качестве вокалиста
(Полная фильмография включает не менее 425—450 фильмов)
- «Таманна»[англ.][9] (1942)
- «Ramrajya» (1943)
- «Jwar Bhata» (англ.) (1944)
- «Kavita» (1945)
- «Mahakavi Kalidas» (1944)
- «Vikramaditya» (1945)
- «Prabhu Ka Ghar» (1946)
- «Вальмики»[англ.] (1946)
- «Geetgobind»  (1947)
- «Ham bhi Insaan Hai» (1948)
- «Бродяга» (1951)
- «Andolan» (1951)
- «Раджпут» (1951)
- «Волшебная лампа Аладдина» (1951)
- «Jeevan Nauka» (1952)
- «Qurbani» (1952)
- «Замужем»[англ.] (1953)
- «Два бигха земли» (1953)
- «Chitrangada» (1953)
- «Mahatma» (1953)
- «Чистильщики обуви»[англ.] (1954)
- «Baadban» (1954)
- «Mahatma Kabir» (1954)
- «Рамаяна» (1954)
- «Господин 420» (1955)
- «Seema» (англ.) (1955)
- «Девдас» (1955)
- «Jai Mahaadev» (1955)
- «Бубенчики на щиколотках звенят»[англ.] (1955)
- «Харишчандра»[англ.] (1955)
- «Basant Bahar» (англ.) (1956)
- «Тайком от всех»[англ.] (1956)
- «Туфан и Дия»[англ.] (1956)
- «Два глаза, двенадцать рук» (1957)
- «Amar Singh Rathaur» (1957)
- «Janam Janam ke phere» (1957)
- «Johnny Walker» (1957)
- «Laal Batti» (1957)
- «Miss India» (1957)
- «Narshi Bhagat» (1957)
- «Хождение за три моря» (1957)
- «Musafir» (англ.) (1957)
- «Шарда»[англ.] (1957)
- «Воспитание» (1958)
- «Тот, кто управляет машиной»[англ.] (1958)
- «Post Box 999» (1958)
- «Простофиля»[англ.] (1959)
- «Четыре дороги» /
«Четыре сердца — четыре пути»[англ.] (1959)
- «Chacha Zindabad» (1959)
- «Kavi Kalidas» (1959)
- «Navrang» (англ.) (1959)
- «Рассвет»[англ.] (1959)
- «Ангулимала» (1960)
- «Во имя любви»[англ.] (1960)
- «Сын по неволе»[англ.] (1960)
- «Barsaat Ki Raat» (англ.) (1960)
- «Bewaqoof» (англ.) (1960)
- «В стране, где течет Ганг»[англ.] (1960)
- «Чёрный рынок»[англ.] (1960)
- «Kalpana» (1960)
- «Kabuliwala» (англ.) (1961)
- «Main Shadi Karne Chala» (1962)
- «Baat Ek Raat Ki» (англ.) (1962)
- «Свадьба моей любимой»[англ.] (1963)
- «Не властна над любовью власть»[англ.] (1963)
- «Рустам и Сухраб» (1963)
- «Ustaadon Ke Ustaad» (1963)
- «Читралекха»[англ.] (1964)
- «Испытание временем»[англ.] (1965)
- «Семья»[англ.] (1965)
- «Chemmeen» (англ.) (1965)
- «Мистер Бирадари» (1966)
- «Любовь в Токио»[англ.] (1966)
- «Третья клятва»[англ.] (1966)
- «Да здравствует любовь»[англ.] (1966)
- «Shonkhobela» (1966)
- «Upkaar» (англ.) (1967)
- «Ночь и день»[англ.] (1967)
- «Лицом к лицу»[англ.]  (1967)
- «Palki» (1967)
- «Nawab Sirajdoula» (1967)
- «Вокруг света»[англ.] (1967)
- «Капля, ставшая жемчужиной» (1967)
- «Antony Firingee» (англ.) (1967)
- «Соседка»[англ.] (1968)
- «Мой господин» (1968)
- «Двойник» (1968)
- «Голубой лотос» / «Нилкамал»[англ.] (1968)
- «Рам и Рахим» (1968)
- «Цветок и два садовника»[англ.] (1969)
- «Мечта»[англ.] (1969)
- «Chanda Aur Bijli» (1969)
- «Jyoti» (1969)
- «Teen Bhubaner Paare» (англ.) (1969)
- «Nishi Padma» (англ.) (1970)
- «Война и любовь»[англ.] (1970)
- «Невестка и свекровь» (англ.) (1970)
- «Моё имя Клоун» (1970)
- «Река времени»[англ.] (1971)
- «Ананд»[англ.] (1971)
- «Джохар и Мехмуд в Гонконге»[англ.] (1971)
- «Jaane-Anjaane» (англ.) (1971)
- «Правосудие»[англ.] (1971)
- «Он и она»[англ.] (1971)
- «Красный камень»[англ.] (1971)
- «Buddha Mil Gaya» (англ.) (1971)
- «Naya Zamana» (англ.) (1971)
- «Chhadmabeshi» (1971)
- «Anubhav» (англ.) (1971)
- «Чужие деньги»[англ.] (1971)
- «Решма и Шера»[англ.] (1971)
- «Повар»[англ.] (1972)
- «Сердце раджи»[англ.] (1972)
- «Зита и Гита» (1972)
- «Шум»[англ.] (1972)
- «Жизнь, жизнь»[англ.] (1972)
- «Открытие»[англ.] (1973)
- «Dil Ki Rahen» (англ.) (1973)
- «Hindustan Ki Kasam» (англ.) (1973)
- «Sampurna Ramayan» (1973)
- «Торговец» (1973)
- «Затянувшаяся расплата» (1973)
- «Бобби» (1973)
- «В поисках развлечений»[англ.] (1974)
- «Шелковый шнур»[англ.] (1974)
- «Us Paar» (англ.) (1974)
- «Месть и закон» (1975)
- «Himalay Se Ooncha» (англ.) (1975)
- «Отшельник»[англ.] (1975)
- «Ponga Pandit» (англ.) (1975)
- «Jai Santoshi Ma» (англ.) (1975)
- «Стена» (1975)
- «Das Mnambati» (1976)
- «Жогинам» (1976)
- «Возлюбленная»[англ.] (1976)
- «Амар, Акбар, Антони» (1977)
- «Обращаюсь к вам»[англ.] (1977)
- «Minoo» (1977)
- «Внебрачный сын» (1978)
- «Истина, любовь и красота» (1978)
- «Возмездие» / «Сердце и разум» (англ.) (1979)
- «Абдулла»[англ.] (1980)
- «Choron Ki Baaraat» (англ.) (1980)
- «Долг чести»[англ.] (1980)
- «Горячее сердце»[англ.] (1981)
- «Сирота» (1981)
- «Рабыня»  (1981)
- «Добро и зло» (1982)
- «Подстрекатель»[англ.] (1983)
- «Судьба солдата»[англ.] (1991)
- «Such a Long Journey» (англ.) (1998)
- «Возраст вечной молодости»[англ.] (2006)
- «Запад есть Запад»[англ.] (2010)

### В качестве автора музыки
(В терминологии индийского кино — music director)
- «Hum Bhi Insaan Hain» (англ.) (1948)
- «Jan Pahchan» (1950)
- «Shiv Kanya» (1954)
- «Maha Poojaa» (1954)
- «Jai Mahaadev» (1955)
- «Naag Champa» (1958)
- «Rishte Ke Deewar» (1992)
- «Kato Bhalobasa» (1992)
- «Swapno Jodi Satti Hoto» (20??)
- «Key Tumi?» (2008)

## Номинации и награды
(Список неполон; опущены, как минимум, премии от индийских общественных групп неясной авторитетности. Сортировка — только по годам, так как часть наград одновременно профессиональные и государственные различного уровня)
- 1968 — Премия Бенгальской ассоциации киножурналистов за лучший мужской закадровый вокал[англ.] за исполнение вокала в фильме «Antony Firingee»[10].
- 1969 — Национальная кинопремия за лучший мужской закадровый вокал за исполнение песни «Jhanak Jhanak Tori Baaje Paayaliya» в фильме «Mere Huzur» (на хинди)[11].
- 1969 — Премия Бенгальской ассоциации киножурналистов за лучший мужской закадровый вокал за исполнение вокала в фильме «Mere Huzur»[12].
- 1970 — Номинация на Filmfare Award за лучший мужской закадровый вокал за исполнение песни «Kal Ka Paiya» в фильме «Chanda Aur Bijli» (на хинди).
- 1970 — Премия Бенгальской ассоциации киножурналистов за лучший мужской закадровый вокал за исполнение вокала в фильме «Chiradiner»[13].
- 1971 — Национальная кинопремия за лучший мужской закадровый вокал за исполнение вокала в фильмах «Моё имя Клоун» (на хинди) и «Nishi Padma» (на бенгали).
- 1971 — Падма Шри (от правительства Индии).
- 1972 — Filmfare Award за лучший мужской закадровый вокал за исполнение песни «Eh Bhai Zara» в фильме «Моё имя Клоун».
- 1973 — Премия Бенгальской ассоциации киножурналистов за лучший мужской закадровый вокал за исполнение вокала в фильме «Stree»[14].
- 1974 — Номинация на Filmfare Award за лучший мужской закадровый вокал за исполнение песни «Yari Hai Imaan Mera» в фильме «Затянувшаяся расплата» (на хинди).
- 1985 — Премия имени Латы Мангешкар (от правительства штата Мадхья-Прадеш).
- 1988 — Премия Michale Sahittyo (от Renaissance Sanskritik Parishad, Дакка, Бангладеш).
- 2001 — Anandalok Award[англ.] за совокупный вклад в бенгальское кино (от издания Ananda Bazar Patrika[англ.]; одна из наиболее престижных премий бенгальского кино).
- 2002 — Спецприз жюри музыкальной Swaralaya Yesudas Award[англ.] за выдающееся исполнение.
- 2003 — Премия имени Аллауддина Хана[англ.] (от правительства штата Западная Бенгалия).
- 2004 — Национальная премия (от правительства штата Керала) за лучший закадровый вокал.
- 2004 — Почётная степень доктора словесности Университета Рабиндры Бхарати[англ.].
- 2005 — Премия за пожизненные заслуги (от правительства штата Махараштра).
- 2005 — Падма Бхушан (от правительства Индии).
- 2007 — Премия имени Акшайи Моханти[англ.] (от правительства штата Орисса).
- 2007 — Премия имени Дадасахеба Фальке (высшая кинематографическая награда, вручаемая президентом Индии)[15].
- 2008 — Почётная степень доктора словесности Джадавпурского университета.
- 2011 — Filmfare Award за вклад в кинематографию.
- 2011 — Банга Вибхушан[англ.] (от правительства Западной Бенгалии).
- 2012 — Премия Annanyo Samman за пожизненные заслуги (от телеканала 24 Ghanta[англ.] сети Zee Network[англ.])[16].
- 2013 — Sangeet Maha Samman (от правительства Западной Бенгалии).